# 和鋼博物館
和鋼博物館（わこうはくぶつかん）は、島根県安来市にある、旧出雲-伯耆における工具鋼（高級特殊鋼の一種）の源流となった和鋼・玉鋼に関する博物館。1993年に開館した。日本刀の素材製造方法であり、日本独自の砂鉄による直接還元法であるたたら吹きや、近世の製鉄事情、日本刀の展示がある。

## 概要
紀元2600年事業として設立が計画され、1946年に日立製作所安来工場付属の「和鋼記念館」として開館。その後は日立金属が運営を引き継ぎ、1993年には安来市に移管されて「安来市立和鋼博物館」と改称し、現在に至っている。
和鋼記念館時代、国民的小説家の司馬遼太郎が当館を訪れてその内容が紀行文集『街道をゆく』に収録されたことから、全国的に知られるようになった。展示品は玉鋼製造であるたたら（鑪・鈩）製鉄用具（重要有形民俗文化財）や日本刀（赤羽刀数十点）、素環頭大刀（古墳時代）の復元刀、甲冑（古墳時代）、最新の特殊鋼の紹介、日本刀に対して初の科学的メスを入れた俵国一博士の研究資料などが展示されており、和鉄・和鋼に関するものとしては国内最大の規模となっている。また、アニメ映画『もののけ姫』の製作時には、館内の展示物を参考にしたといわれている。
2006年からは平成市町村合併を受けて旧広瀬町の金屋子神を扱った金屋子神話民俗館も管轄とし、たたら製鉄者のみならず全国的な冶金業を営んでいた人々に崇められていた歴史・文化なども紹介している。

## 利用案内
以下の情報は2018年7月現在のものである。利用時には公式ホームページを参照されたい。
開館時間
- 午前9時から午後5時まで（最終入館は午後4時30分まで）

休館日
- 水曜日（祝日は除く。水曜日が祝日の場合は翌日。）、臨時休館の場合あり

入場料
- 個人一般:300円、高校生:200円、中学生以下:無料
- 団体（20名以上）一般:250円、高校生:150円、中学生以下:無料
- 企画内容によって料金が異なる場合がある。

## 建築概要
- 竣工 - 1993年
- 設計 - 宮脇檀建築研究室
- 延床面積 - 3,804m2
- 所在地 - 〒692-0011　島根県安来市安来町1058

## 交通アクセス
- 山陰本線（JR西日本）安来駅下車、徒歩15分

## 周辺情報

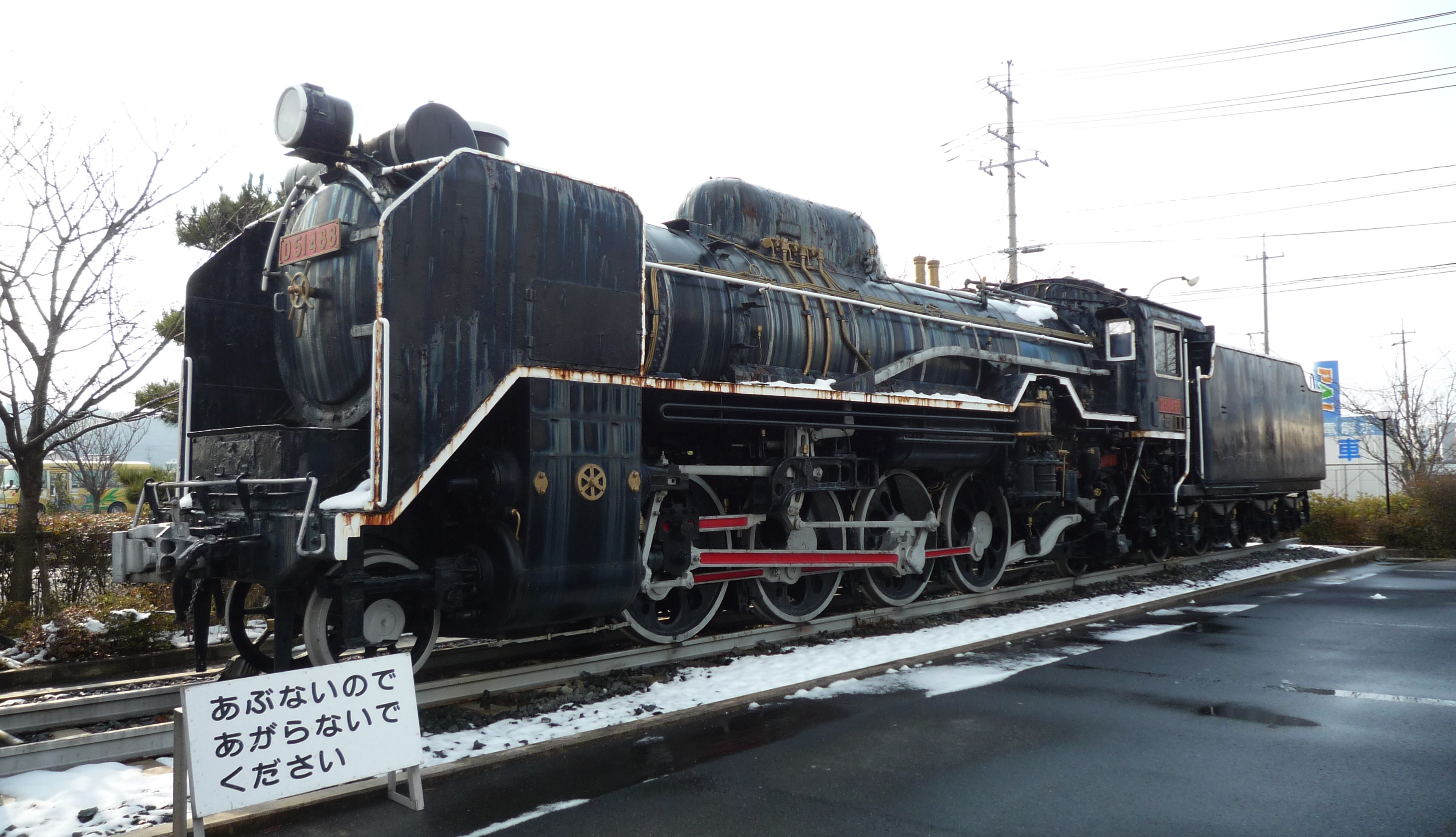
駐車場に静態保存されているD51 488号機。準鉄道記念物。

- 安来市立図書館（博物館に隣接）
- 足立美術館
- 加納美術館
- 清水寺
- 鉄の道文化圏